# 醫女
醫女是朝鮮王朝職業，負責醫治宮廷女性。因為朝鮮王朝受程朱理學影響，故要嚴設男女之防。宮廷女性生病時，多由醫女診斷，再由醫官處方，因為醫官不能親自診斷女性。

## 醫女制度起源與確立
於太宗六年（1406年）三月已有醫女出現，是找京城官婢中幼小的奴婢聰敏者訓練。太宗十八年（1418年）六月，出現醫女人數供不應求的狀況，當時禮曹以濟生院的報告為依據，向太宗上言，指出醫女合共只有七人，當中成才者僅有五人，分至各道之後，人手嚴重不足，故應從各司官婢中多取十名年齡十三歲以下的少女，送往濟生院接受醫學訓練，以補不足，太宗對此建議深感認同，便欣然答允。
醫女的教育開始受到重視是從世宗開始的，於世宗五年（1423年）以官員擔任講師對於來自各地的奴婢教導《千字》、《孝經》、《正俗篇》等書籍，以確保她們能擁有基本道德操守及讀寫漢字能力。
世宗五年（1423年）十二月，禮曹規定從各地官衙中，選出10歲以上、15歲以下聰明的女童兩名送至濟生院進行訓練，到了世宗十六年（1434年）十二月又做了修改：規定30歲以下、12歲以上中央官廳的奴婢、妓生的女兒以及地方官婢中選拔，地方官婢出身的醫女，在各地的濟生院學習醫術。醫女在世宗朝時無固定的俸祿，她們主要依靠朝廷的「賜米」維生，但這種賜米只是君主一時喜好，絕非定制，所以，醫女的收入並不固定，世宗十九年（1437年），朝鮮發生饑荒，各道上繳的米糧數目銳減，而且，民間賑濟災民的費用甚為鉅大，故議政府於同年三月向世宗上言，請求暫停舞童、女妓及醫女等五百三十餘人的賜米，世宗隨即答允。
文宗元年（1451年）四月，議政府依照禮曹呈上的報告，向文宗指出當時王宮內大部份的醫女，其本貫均為漢城以外人士，在漢城並無產業，生活困苦，懇請文宗依從女妓之例，每年給予每位醫女一石白米，文宗立即答允。雖然只是區區一石白米，但是，朝鮮的醫女自文宗朝開始，總算有較為穩定的收入，世祖五年（1459年）開始成立惠民局（世祖十一年改名惠民署），典醫監（訓練醫官醫女、保存檔案資料、保存藥草醫藥用品）則擔任醫女教育的訓練，規定醫女每月必須閱讀的書籍，加以考試評核，成績優異者可獲得俸祿，成績不理想者，則會下放為茶母，待醫術稍有進步時才有機會復職。同時，還規定醫女一年可獲得兩次俸祿，但茶母無法享有此權利，另外，當時的醫女除了要求品格高尚之外，還須逐步學習診症、助產、把脈、針灸及研讀醫書，至於判定新入宮的宮女是否處子的工作，大多由醫女負責。
世祖雖創立醫女的升遷制度，但直到世祖末年為止，醫女的上下等級仍是十分模糊。成宗九年（1478年）二月接受禮曹建議，對醫女制度作出一連串改革及補充，透過嚴格的規定，將醫女的醫學水平提升，成宗十六年（1485年）二月，出現精於醫術的醫員及醫女日益減少的情況，承政院向成宗建議多加選擇十餘歲的女子入宮，命其修讀《四書》等傳統儒家書籍，然後，再學習醫術，成宗對此大表贊同，並把入宮童女的年齡定為十二歲至十三歲。

## 醫女制度的變質
燕山君即位後，醫女制度遭到破壞，在位期間，下令醫女必須向官妓學習侍奉之道，並參加各種王宮歡宴場合充當侍候，當中不少醫女更被迫淪為醫妓，成為兩班貴族的玩物。
中宗鑒於醫女道德過於敗壞，於五年（1510年）二月，下令禁止醫女出席宮中各式大小宴會，如有違者，交予司憲府論斷。中宗十二年（1517年）八月下達教旨，對於士大夫宿娼之事，尤其是以醫女代替官妓之行為加以指責，並要求禮曹勤察。，可是，醫女充當官妓的風氣已是積習難返，中宗十七年（1522年）八月，朝廷發現六曹的官員公然把醫女當醫妓用，中宗大怒之下，罷除禮曹郎官及樂院官員之職。中宗二十一年（1526年）二月，又發現兩班官員利用醫女當臨時的捕盜員，命其參與緝捕盜賊的工作，中宗得知後不悅，命其不能再犯。中宗三十年（1535年）十月，大司憲許沆向中宗報告“惠民署久任訓導等負責醫女教育的官員，竟率醫女數十人與大小各司官員及無賴惡少等人結黨，並日夜聚會，設宴歡愉，中宗對此事感偌十分痛心，並依例再次下令禁止。由此可見，無論中宗如何努力都難以改變燕山君時代遺留下來的歪風，到了英祖、正祖兩朝時，醫女除了肩負醫務工作之外，仍須陪同兩班貴族出席宴會，因此又被稱為「藥房妓生」。

## 醫女制度的結束
高宗在位時，內醫院有醫女22人，惠民署有70人，當時還規定每隔三年，於諸道邑眾多婢女中選擇年少聰敏者入宮，授以醫書知識，成才後或留宮中或移還本邑。醫女的選拔和訓練工作依然持續，到了高宗中期之後，醫女在醫療工作上的重要性已明顯降低。高宗二十一年（1884年）發生甲申政變，主張改革傳統醫療體系的呼聲隨著政變響起，在近世西洋先進醫學的影響下，朝鮮最終接受了西方醫術，在朝鮮國內從事傳教工作的北長老教會在高宗二十二年（1885年）在漢城以北創立王立病院及後又興辦廣惠院（又稱濟眾院），專門負責朝鮮全國八道的醫療工作。高宗四十二年（1905年）十月，宮內府的女醫師曲柳意因醫術精明，頒予特敘勳四等，賜八卦章，此舉意味著醫女及醫官失去其存在價值，到了高宗三十一年（1894年），朝鮮在日本脅迫下進行甲午更張，醫女制度正式廢除。

## 醫女服飾
中宗十一年（1516年）十一月，下令規定醫女在不用工作時可穿著大紅衣服。正祖對醫女所佩戴的頭飾有更嚴格的限制，規定各地醫女由黑布造成的「加里磨」；而內醫院醫女其身分較為高級，故可佩戴由黑色綢緞所織成的「加里磨」，藉以辨別醫女之間的高低身分。

## 差別待遇
在賞賜這方面，醫官、醫女各有差別，世宗廿二年（1440年）昭憲王后曾患風疾，泡過溫泉之後已痊癒，世宗認為中宮的病能夠痊癒除了是溫泉的效果之外，醫官、醫女也有功，遂賜醫官馬一匹、醫女召非則是米六石。
而醫女的地位比宮女卑賤許多，常常受到宮女的役使（韓國電視劇《大長今》中的長今正是這個例子）。
另外，如果是宮女，即使是形同官婢的水賜依，只要得到國王臨幸就有機會成為後宮，這點醫女也與宮女不同，即使得到國王臨幸也沒有成為後宮嬪妃的例子。

## 朝鮮史上著名的醫女
- 成宗時期：長德、貴今、粉伊、黃乙、接常
- 中宗時期：大長今
- 明宗時期：銀非
- 宣祖時期：西施、思郎妃、善德、秀蓮妃、愛鐘
- 光海君時期：連生

## 中國
在中國明代，從事類似職業，在宮廷中醫治宮廷女性的女醫師稱為醫婆。著名的醫婆有談允賢，著有《女醫雜言》一書。